# Kühnhofen
Kühnhofen ist ein zu Hersbruck gehörender Ort, der am Sittenbach liegt.

## Geografie
Das Dorf ist ein Gemeindeteil der Stadt Hersbruck im Landkreis Nürnberger Land (Mittelfranken, Bayern) und liegt in der Gemarkung Altensittenbach. Die Staatsstraße 2404 führt den Sittenbach entlang nach Aspertshofen (2,3 km nördlich) bzw. an der Hagenmühle vorbei nach Altensittenbach (2 km südwestlich).

## Geschichte
Lange Zeit bildete der aus fünf Bauernhöfen bestehende Ort eine selbstständige Kommune, die eine eigene Hutung und ein Rechtholz besaß. Nach dem Landshuter Erbfolgekrieg von 1504/05 gehörte Kühnhofen für drei Jahrhunderte zum Landgebiet der Reichsstadt Nürnberg und wurde in dieser Zeit von dessen Pflegamt Hersbruck verwaltet. Dieses übte sowohl die Hochgerichtsbarkeit, als auch die Dorf- und Gemeindeherrschaft über den Ort aus.
Mit dem Gemeindeedikt (frühes 19. Jahrhundert) wurde Kühnhofen dem Steuerdistrikt Altensittenbach und der Ruralgemeinde Altensittenbach zugewiesen. Im Zuge der Gebietsreform in Bayern wurde Kühnhofen am 1. Juli 1976 nach Hersbruck eingegliedert.

## Baudenkmäler
In Kühnhofen gibt es vier Baudenkmäler: eine Scheune, zwei Bauernhöfe und ein Bauernhaus.